# Laurie Penny
Laurie Penny (Londres, 28 de septiembre de 1986) es una periodista y escritora británica comprometida con el activismo feminista y el activismo político de izquierdas. Ha escrito numerosos textos sobre feminismo y ensayos políticos desde una perspectiva de género y las relaciones de poder.

## Biografía
Penny nació en Londres y fue criada en Brighton en el seno de una familia de ascendencia judía.  Estudió en el colegio independiente y privado, Brighton College. Ha escrito ampliamente sobre su hospitalización y su recuperación por una anorexia nerviosa sufrida a los 17 años planteando la hipótesis sobre las causas del trastorno alimentario en las mujeres jóvenes.
Estudio Inglés en Wadham College, Oxford University, recibiendo su título en 2007. Mientras estudiaba, bailó en una tropa de Burlesque. Formó parte del comité del Oxford University Light Entertainment Society, y con esta sociedad, actuó en varias obras dramáticas amateur. Luego completó su certificado de entrenamiento periodístico (NCTJ), en Londres.

### Trayectoria profesional
El blog de Penny, Penny Red, se lanzó en 2007 y llegó a la lista corta del premio Orwell Prize en 2010.
Penny comenzó su carrera en la revista One in Four, y luego trabajó como columnista y sub-editora en el periódico inglés el Morning Star. Penny ha escrito columnas y artículos periodísticos de fondo para varias publicaciones, notablemente para el New Statesman, The Guardian  y The Independent.
Penny es autora de libros como Meat Market: Female Flesh Under Capitalism o Penny Red: Notes from a New Age of Dissent. Este último, una colección de artículos y blogs publicados durante las revueltas en Londres luego de la crisis económica mundial, llegó a la lista corta del premio Bread and Roses Award en 2012, y fue traducido al español por la editorial Argentina, Capital Intelectual, en septiembre de 2012, como Penny La Roja: La vida en rojo, apuntes desde la nueva era de la indignación.
En 2012 viajó a Atenas con la artista Molly Crabapple para cubrir la crisis del euro y juntas crearon Discordia, un trabajo digital de prosa que cuenta la historia de las protestas callejeras en Grecia a través del arte feminista y el periodismo gonzo.
Más tarde, en 2014 publicó el libro Unspeakable Things: Sex, Lies y Revolution, en 2019 Cibersexismo: Sexo, poder y género en Internet; y en 2022, Sexual Revolution: Modern Fascism and the Feminist Fightback.

## Pensamiento
Laurie Penny explica en 2017 que llegó a descubrir la política socialista y anticapitalista en su adolescencia a partir del feminismo y considera que los mayores cambios han sido al leer textos de feminismo antirracista y negro, comenzando a fines de mi adolescencia y desarrollando mis posiciones sobre el trabajo sexual y el feminismo trans, en parte a través de la teoría -dice- "pero principalmente porque conozco a muchas personas que hacen o han hecho trabajo sexual, y estoy cerca de muchas personas trans. El feminismo interseccional es el corazón de mi anticapitalismo, - señala- por eso me me enfurezco cuando la gente trata de separar la lucha de clases de la "política de identidad". Los dos son y siempre han sido sinónimos, y cualquiera que diga lo contrario debería analizar detenidamente sus prioridades. Así como no puedes construir un feminismo útil que solo funcione para mujeres blancas ricas, no puedes construir una política de lucha de clases que no tenga políticas feministas, antirracistas y queer en su núcleo.
En su primer libro, Meat Market: Female Flesh Under Capitalism,  Penny desarrolla su tesis desde una perspectiva marxista, sobre la labor necesaria para construir la femineidad, citando como influencia a Shulamith Firestone. Denuncia que la cultura moderna está obsesionada con el control de los cuerpos de las mujeres. Considera que nuestras sociedades están saturadas de imágenes de belleza femenina idealizada e irreal mientras que los cuerpos femeninos reales y las mujeres que los habitan están alienados de su propio potencial a causa del consumo. Meat Market ofrece estrategias para resistir este ciclo sangriento de consumo, exponiendo cómo el comercio de carne femenina se extiende a cada parte de la individualidad política de las mujeres.